# Пенелъпи Дъглас
Джейми Лин Отин (на английски: Jamie Lynn Autin) е американска писателка на произведения в жанра любовен роман и романтично-еротичен трилър. Пише под псевдонима Пенелопе Дъглас (на английски: Penelope Douglas).

## Биография и творчество
Джейми Лин Отин, с моминско име Шайрман, е родена на 1 февруари 1977 г. в Дъбюк, Айова, САЩ. Най-голямото е от петте деца в семейството, като има две сестри и двама братя. Получава бакалавърска степен по публична администрация от университета в Северна Айова и магистърска степен по педагогика от университета „Лойола“ в Ню Орлиънс. След дипломирането си работи като учителка в начално училище в Лас Вегас.
Първият ѝ роман Bully (Побойник) от поредицата „Отпадане“ е издаден през 2015 г. Той третира темата за травмата от връзките в гимназията, тормозът в училище, първата любов, разбитите сърца и въпросът как да бъдеш с някого, без да изгубиш себе си. Романът става бестселър в списъка на „Ню Йорк Таймс“ и я прави известна. Идеята на поредицата е продължена в спин-оф поредицата „Хелбент“.
През 2015 г. е издаден трилърът ѝ „Покварени“ от поредицата „Дяволска нощ“. Главните герои, Ерика „Рика“ Фейн и Майкъл Крис, които се познават отдавана, се готвят за сблъсък в колежа, но нещата могат да се развият по друг възможен начин. Романите от поредицата са относително самостоятелни, но всеки един е продължение на събитията в предходния.
През 2016 г. е издадена новелата ѝ „Пънк 57“. Историята е за Райън – самотно момиче без приятели, и Миша – музикант и човек на изкуството, обича да пише текстовете за песните си. По учителска инициатива те започнат да си пишат писма, тя, за да се пребори със самотата си, той, за да бъде разбран и да получи вдъхновение. Но идва ден, когато те ще се срещнат очи в очи.
Джейми Лин Отин живее със семейството си в Дъблин, Ню Хампшър.

## Произведения

### Самостоятелни романи
- Misconduct (2015)[1][3] Непристойни, изд.: „Сиела“, София (2025),
- Birthday Girl (2018)
Рожденичката, изд.: „Сиела“, София (2023),
- Credence (2020)
- Tryst Six Venom (2021)                                                                                                                                                                                                                                          Изкушението на Тръст Сикс, изд.: „Сиела“, София (2024),

### Поредица „Отпадане“ (Fall Away)
1. Bully (2013)[1][2] Хулиган, изд.: "Сиела" ,София (2025),превод  Карина Горанова
2. Rival (2014)
3. Falling Away (2015)
4. Aflame (2015)

към серията
- Until You (2013) – новела
- Next to Never (2017) – новела
- Adrenaline (2016) – сборник разкази
- The Next Flame (2017) – сборник разкази

### Поредица „Дяволска нощ“ (Devil's Night)
1. Corrupt (2015)[1][2][3]
Покварени, изд.: „Сиела“, София (2022), прев. Рая Делчева
2. Hideaway (2017)
Скривалището, изд.: „Сиела“, София (2023), прев. Рая Делчева
3. Kill Switch (2019)
Безчувствен, изд.: „Сиела“, София (2023), прев. Рая Делчева
4. Nightfall (2020)
Сумрак, изд.: „Сиела“, София (2024), прев. Рая Делчева

към серията
- Conclave (2019) – новела
- Fire Night (2020) – новела

### Поредица „Хелбент“ (Hellbent)
спин-оф към поредицата „Отпадане“
1. Falls Boys (2022)[1][2][3]
2. Pirate Girls (2022)
3. Quiet Ones (2023)

### Новели
- Punk 57 (2016)[1][2]
Пънк 57, изд.: „Сиела“, София (2022), прев. Мария Иванова